# Verenigd Koninkrijk van Sunda en Galuh
Het verenigd koninkrijk van Sunda en Galuh was een koninkrijk op West-Java en het westelijke deel van Midden-Java, ontstaan uit een samengaan van het koninkrijk Soenda met het koninkrijk Galuh. Die beide koninkrijken waren zelf weer ontstaan uit de verdeling van het koninkrijk Taroemanagara. Op grond van historische bronnen, zoals stenen inscripties en oude literatuur, wordt de hoofdstad van het koninkrijk Soenda geplaatst in het gebied rond Bogor, terwijl de hoofdstad van Galuh in het gebied dat nu bekendstaat als Ciamis, nabij de stad Kawali, wordt gesitueerd. 

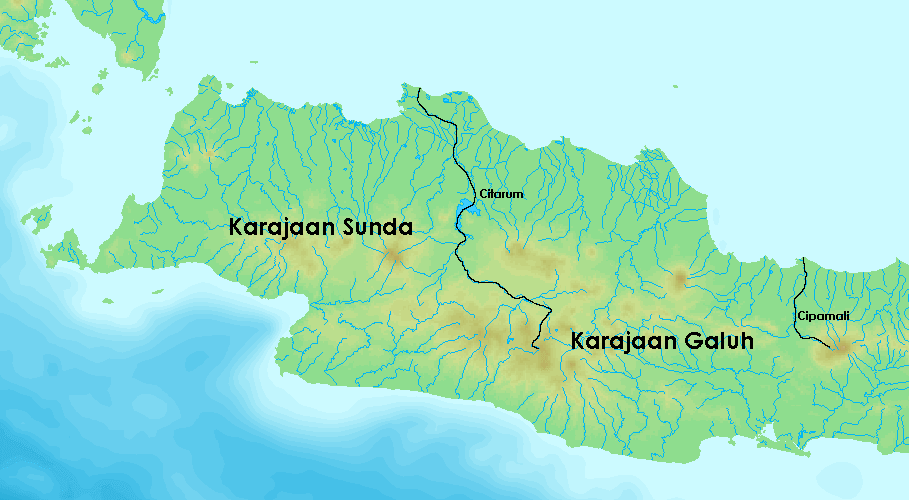
De rivier Citarum vormt de scheiding tussen Soenda en Galuh

Vele historische bronnen echter vermelden dit verenigd koninkrijk als het koninkrijk Soenda. Het klassiek Soendanese Bujangga Manik-manuscript heeft de volgende passage:
| Sadatang ka tungtung Sunda Meuntasing di Cipamali Datang ka alas Jawa. |  | "Toen ik aan de grens van Soenda kwam, Stak ik de Cipamali [rivier de Brebes] over En kwam in het woud (grondgebied) van Java." |
De Portugese ontdekkingsreiziger Tomé Pires vermeldt in het door hem geredigeerde reisverslag de Suma Oriental het gebied van het koninkrijk Soenda als volgt: 
"Het koninkrijk Soenda beslaat de helft van het hele eiland Java; anderen, aan wie meer gezag wordt toegekend, stellen dat het een derde deel van het eiland vormt plus nog een achtste. Het eindigt bij de rivier de Chi [Ci] Manuk. Zij zeggen dat God vanaf de vroegste tijden het eiland Java heeft verdeeld in de rijken Soenda en Java door middel van die rivier, die van begin tot einde door bomen wordt omzoomd, aan de zijden van beide landen, en met takken tot op de grond."
Hoewel dit verslag ongeveer vijf jaar verscheen nadat Pires in 1515 Java had verlaten, worden zijn beschrijvingen veelal als serieuze bron beschouwd. Uit het citaat blijkt dat het Verenigd Koninkrijk van Soenda en Galuh ook kortweg werd aangeduid als "Soenda". 
Verdere informatie over het rijk kan worden gevonden in opschriften. De inscripties verspreid rond Bogor vermelden het als de opvolger van het koninkrijk Taroemanagara, terwijl de inscripties in Sukabumi melding maken van het bestaan van Soenda tot het tijdperk van Sri Jayabupati. 

## De opkomst van Soenda en Galuh

### Afdeling Taroemanagara
Tarusbawa, afkomstig uit het rijk Soenda-Sambawa, volgde in 669 zijn schoonvader Linggawarman, de laatste koning van Taroemanangara op als dertiende koning van dat rijk. Taroemanagara had inmiddels sterk ingeboet aan prestige en macht, waarschijnlijk als gevolg van een reeks invasies uit Srivijaya, en koning Taruswaba streefde ernaar het te herstellen in de oude glorie uit de tijd van koning Purnawarman en diens hoofdstad Soendapura. Daartoe veranderde hij in 670 de naam Taroemanagara in Soenda. Hierin zag Wretikandajoen, heer van het verwante Galuh, aanleiding zich los te maken van Tarusbawa's suzereiniteit. 
Met steun van het rijk Kalingga op Midden-Java eiste Wretikandajoen nu van Tarusbawa dat het gebied van Tarumanagara in tweeën werd gedeeld. Die steun wekte geen verbazing: Mandiminjak, de kroonprins van Galuh, was uitgehuwelijkt aan prinses Parwati van Kalingga. In een zwakke positie, en niet genegen tot burgeroorlog, willigde Tarusbawa de eis in. Zo werd in 670 Tarumanagara in tweeën gesplitst: het koninkrijk Soenda en het koninkrijk Galuh werden gescheiden door de Citarum, die thans als grensrivier fungeerde.

### Een nieuwe hoofdstad
Koning Tarusbawa bouwde in het binnenland een nieuwe rijkshoofdstad, dicht bij de plaats waar de rivier de Cipakancilan ontspringt. In  de Carita Parahiyangan ("Het verhaal van Rahiyang"), een manuscript uit de 15-16e eeuw, wordt Tarusbawa uitsluitend aangeduid als Tohaan di Sunda ("Koning van Soenda": het ons bekende "toean" is daarin nog te herkennen). Hij werd de stamvader van een successie van Soendanese koningen, en zelf regeerde hij tot 723. 
De naam van het koninkrijk, Soenda, komt voor op twee inscripties in steen, gevonden bij Bogor en Sukabumi. De Jayabupati-inscriptie in Cibadak geeft aanleiding tot het vermoeden dat de hoofdstad in dat gebied moet worden gezocht, maar dit vermoeden vindt geen steun in andere historische bronnen. De inscripties zelf houden alleen een verbod in om vis te vangen vis in dat  gedeelte van de Citatih dat door het als heilig beschouwde gebied Kabuyutan Sanghiyang Tapak stroomt. Dezelfde beperking geldt voor de stenen inscripties van Purnawarman (te Pasir Muara en Pasir Koleangkak): ook die doen geen uitspraak over de ligging van de hoofdstad.